# Carl Axel Mothander
Carl Axel Mothander, född 14 januari 1886, död 1965, var en svensk militär och författare. Han var major i estniska armén.

## Biografi
Mothander var son till rådmannen Axel Mothander och Beda Lagerholm. Han tog studentexamen 1906 och genomförde juridiska studier vid Uppsala universitet. Mothander började sin bana som frivillig i utländska krig i Svenska brigaden i finska inbördeskriget 1918. I samband med Viborgsoperationen organiserade han den finska sjukvården.
Mothander blev därefter major i Estlands armé och organisatör samt chef för Svenska kåren i Estland under estniska frihetskriget. Efter kriget, 1928, bosatte sig Mothander sig i Estland, där han gifte sig med den baltisk-tyska baronessan Benita von Wrangel (1878-1967).
I ett senare skede arbetade Mothander för Estlands Röda kors och kom att ingå i den Röda korskommission som undersökte massmordet på polska officerare vid Katyn i Vitryssland under det andra världskriget. Mothander har en viss ställning som historisk person i den estniska statens grundande, men anses i Sverige kontroversiell, efter händelserna vid ett krigsrättsförfarande inom Svenska kåren i Estland där en svensk frivillig Giuseppe Franchi (Josef Franke) dömdes till döden för olovlig värvning och avrättades.
Efter Estlands sovjetisering blev han skriftställare i Stockholm.